# Ellen Beck
Ellen Nathalie Nina Beck (3. oktober 1873 på Lerchenborg – 17. november 1953 i København) var en dansk sangerinde, der begyndte sin karriere indenfor opera, men blev kendt som en af sin tids store koncertsangere. Koncertrejser i Europa.
Ved Dansk Kunstflidsforenings årlige udstilling i 1906 sang hun en kantate med tekst af Emma Gad, og under indtryk heraf udnævnte Frederik 8. hende til Kongelig kammersangerinde. Begyndte tidligt at undervise og hendes elever var skuespillerinder som Marguerite Viby og Erika Voigt og sangerinder som Yrsa Liisberg og Sylvia Schierbeck.
1916 modtog hun Ingenio et arti.